# 앙드레 지드
앙드레 지드(프랑스어: Andre Paul Guillaume Gide, 1869년 11월 22일 ~ 1951년 2월 19일)는 프랑스의 소설가·비평가이다.
법학 교수의 아들로 파리에서 태어나 신경발작으로 인한 허약한 몸으로 학교를 중퇴하고, 19세부터 창작을 시작하여 1891년 데뷔작인 《앙드레 왈테르의 수기》를 발표하였다. 아프리카 여행에서 돌아와 《팔뤼드》, 《지상의 양식》, 《배덕자》 등을 발표하였으며, 그가 유일한 소설이라 부른 《사전꾼들》도 상징파의 궤도를 벗어나지 못하였다.
주요 작품은 1909년에 발표한 《좁은 문》, 《이자벨》, 《교황청의 지하도》 등이 있으며, 제1차 세계대전 후에는 《전원 교향악》, 《보리 한 알이 죽지 않으면》 등이 있다. 1927년에 발표한 《콩고 기행》은 비평가로서의 그를 높이 인정할 수 있는 작품이며, 소련을 여행한 후 쓴 《소련 기행》은 좌파 언론계의 공격을 받기도 하였다.
그는 일찍이 쇼펜하우어·데카르트·니체 등의 철학서와 문학서를 읽고, 로마 가톨릭 교회와 개신교의 영향을 받았다. 1947년 노벨 문학상을 받았다. 작품으로 《프레텍스트》, 《엥시당스》, 《지드의 일기》, 《상상적 면담기》, 《도스토옙스키론》 등이 있다.

## 작품

### 청교도
1869년 파리시에서 태어난 앙드레 지드는 20세기 초반 프랑스 문단을 대표하는 작가다. 초기에는 시인이 되려고 했으며 말년에는 희곡 작품을 집필하기도 했으나 중요한 작품은 대부분 소설이다. 표현 형식이 어떤 것이었건 작품 전체를 관통하는 주제는 기독교 이원론적 세계관과 관련된 도덕 윤리적 문제다. 프랑스 문학사상 거의 유일하게 개신교 신자, 그것도 종교개혁자 장 깔뱅의 사상에 근거하여 금욕과 절제를 주장한 청교도였던 앙드레 지드에게서 정신과 육체, 이성과 본능, 선과 악 등으로 세계를 이분하는 기독교이원론은 첨예한 갈등의 양상을 띠고 있었는데, 이분법적 사고에 내재되어 있는 정신과 이성을 우위에 두는 가치관이 문제가 되었다. 앙드레 지드는 이러한 가치관이 인간에게 부과하는 도덕의무가 육체와 본능을 가진 인간의 욕망을 억압하는 것이 부당하다는 점과 아울러 인간의 욕망을 인정하고 도덕가치를 부여해야 한다는 것을 주장했다.

#### 삶을 충만하게 살라
법학 교수였던 아버지가 일찍 죽고 난 뒤 어머니의 엄격하고 철저한 청교도 교육 속에서 자랐던 허약하고 예민한 지드는 자신의 어린 시절을 행복하게 생각하지 않았다. 자신이 받은 교육이 남긴 것은 자기혐오와 죄의식뿐이었다고 자서전 앞머리에서 씁쓸하게 말하고 있다. 이러한 죄의식을 심화하게 된 결정적인 요인은 청년이 되면서 발견하게 된 동성애 성향이었다. 그러나 지드는 이것을 반전의 기회로 만든다. 자신의 가장 큰 고통의 근원을 오히려 긴 원죄의식에서 벗어나는 계기로 만들었던 것이다. 인간이 영혼과 육신으로 온전한 행복을 향유한다면 그것이 죄악일 수 있는가? 지드는 하나님이 인간에게 모든 희열을 향유하며 삶을 충만하게 살도록 허락했다고 믿는다. 그리고 그것을 설득한다. 그에 따르면 인간의 행복을 억압하는 것은 하나님이 아니라 인간 자신이 부과한 도덕과 윤리라는 것이다.
1893년에서 1894년까지 지드는 북아프리카를 여행하면서 자신이 동성애자라는 것을 받아들였다. 그는 파리에서 오스카 윌드와 친구가 되었고 1895년 그 둘은 알제에서 만났다. 윌드는 지드가 동성애자라는 느낌을 받아 그에게 말해주었는데 사실 지드는 이미 스스로 알고 있었다.
1901년 지드는 세인트 프레라드 만에 있는 마드리아 자산을 빌렸고 저지에 살면서 그 곳에 머물렀다. 1901~1907 이 기간은 그에게 혼란과 무관심의 시간이었다.
1908년 지드는 NFR(신프랑스주의)문학 잡지를 설립하는 것을 도왔다. 1916년 15살 밖에 되지 않았던 마크 알레그레는 그의 연인이 되었다. 마크는 엘리 알레그레의 5명의 아들 중 한 명이었다. 엘리 알레그레는 지드의 좋지 않은 성적때문에 이전에 지드 어머니에 의해 고용된 선생님이다. 후에 그와 지드는 친한 친구가 되었다 ; 알레그레는 지드의 결혼식에서 들러리였다.
1923년 그는 표도르 도스토옙스키 책을 출판했다 ; 하지만, 대중 판인 목동(1924)에 동성애를 옹호해서 많은 비난을 받았다. 후에 그는 이것을 그의 가장 중요한 업적으로 여겼다.

#### 사회참여
그의 작품 활동과 사회 참여는 일체 억압으로부터 인간을 해방하고 개인적 자유를 회복시키기 위한 노력의 궤적이었다. 인간을 억압하는 엄격하고 경직된 윤리규율, 그 부당함에 침묵하는 소시민 사회의 위선과 순응, 창조성을 억압하는 아름다움에 대한 기준, 타민족 착취를 정당화하는 식민주의 등 당대 지식인들이 ‘시대의 대표자’라고 불렀던 지드가 이의를 제기하지 않았던 문제는 거의 없었다. 그가 하고자 했던 것은 진정성의 이름으로 기존 질서를 검토하고 새로운 질서를 수립하는 것이었다. 그의 위대함은 아마도 자신의 신념을 설득하기 위해 마지막 순간까지 지치지 않고 노력했다는 사실일 것이다. 1947년 옥스퍼드 대학교의 명예박사 학위와 1947년 작가 최고 영예인 노벨문학상 수상은 그러한 그의 용기와 노력에 대한 평가였다. 그리고 어떤 인정보다 더욱 명예로운 인정은 그의 주장이 모두 받아들여졌다는 사실일 것이다. 그가 주장했던 새로운 가치들은 사르트르와 카뮈 같은 다음 세대의 가치관이 되었다.

## 작품 목록
- Les cahiers d'André Walter – 1891
- Le traité du Narcisse – 1891
- Les poésies d'André Walter – 1892
- Le voyage d'Urien – 1893
- 사랑 La tentative amoureuse – 1893
- Paludes – 1895
- Réflexions sur quelques points de littérature – 1897
- 지상의 양식 Les nourritures terrestres – 1897 (translated as The Fruits of the Earth)
- Feuilles de route 1895–1896 – 1897
- El Hadj
- Le Prométhée mal enchaîné – 1899
- Philoctète – 1899
- Lettres à Angèle – 1900
- De l'influence en littérature – 1900
- Le roi Candaule – 1901
- Les limites de l'art – 1901
- 부도덕한 사람(배덕자) L'immoraliste – 1902 (translated by Richard Howard as The Immoralist)
- Saül – 1903
- De l'importance du public – 1903
- Prétextes – 1903
- Amyntas – 1906
- Le retour de l'enfant prodigue – 1907
- 도스토옙스키를 말하다 Dostoïevsky d'après sa correspondance – 1908
- 좁은 문 La porte étroite – 1909 (translated as Strait Is the Gate)
- 오스카 와일드 Oscar Wilde – 1910
- Nouveaux prétextes – 1911
- Charles-Louis-Philippe – 1911
- C. R. D. N. – 1911
- Isabelle – 1911
- Bethsabé – 1912
- Souvenirs de la Cour d'Assises – 1914
- 교황청의 지하실 Les caves du Vatican – 1914 (translated as Lafcadio's Adventures and The Vatican Cellars)
- La marche Turque – 1914
- 전원교향악 La symphonie pastorale – 1919
- 코리동 Corydon – 1920
- 한 알의 밀이 죽지 않는다면 (1920)
- Numquid et tu . . .? – 1922
- Dostoïevsky – 1923
- Incidences – 1924
- Caractères – 1925
- 위폐범들 Les faux-monnayeurs – 1925 (translated as The Counterfeiters – 1927)
- Si le grain ne meurt – 1926 (translated as If It Die)
- Le journal des faux-monnayeurs – 1926
- Dindiki – 1927
- 콩고 여행 Voyage au Congo – 1927
- Le retour de Tchad – 1928
- 여인들의 학교 L'école des femmes – 1929
- Essai sur Montaigne – 1929
- Un esprit non prévenu – 1929
- Robert – 1930
- La séquestrée de Poitiers – 1930
- L'affaire Redureau – 1930
- Œdipe – 1931
- Perséphone – 1934
- 우리들의 양식 Les nouvelles nourritures – 1935
- Geneviève – 1936
- 소련방문기 Retour de l'U. R. S. S. – 1936 Retouches â mon retour de l'U. R. S. S. – 1937
- Notes sur Chopin – 1938. 《쇼팽 노트》(임희근 역, 포노, 2015).
- Journal 1889–1939 – 1939
- Découvrons Henri Michaux – 1941
- Thésée – 1946
- Le retour – 1946
- 폴 발레리 Paul Valéry – 1947
- Le procès – 1947
- L'arbitraire – 1947
- Eloges – 1948
- Littérature engagée – 1950

## 같이 보기
- 소년애